# Баранавички рејон
Барановички рејон (блр. Баранавіцкі раён; рус. Барановичский район) административна је јединица другог нивоа на крајњем североистоку Брестске области у Републици Белорусији.
Административни центар рејона је град Барановичи (који не улази у састав рејона већ има статус града обласне субординације).

## Географија
Барановички рејон обухвата територију површине 2.171,88 км² и на 6. је месту по површини међу рејонима Брестске области. Граничи се на југоистоку са Љахавичким, а на југозападу са Ивацевичким рејоном. На северу је Њасвишки рејон Минске области, док је на северу и северозападу Гродњенска област.
Рељефом рејона доминира река Шчара са неколико мањих притока. Под шумама је око 33% површина, док мочваре заузимају око 18.000 ha. Надморска висина варира од 180 до 240 метара у просеку, а највиша тачка лежи на 267 метара.

## Историја
Рејон је формиран 8. априла 1947. спајањем Навамишког и Гарадзишчанског рејона. У садашњим границама је од 1962. године.

## Демографија
Према резултатима пописа из 2009. на том подручју стално је било насељено 41.902 становника или у просеку 19,01 ст/км².
| 1959.  | 1970.  | 1979.  | 1989.  | 1999.  | 2009.  |
| ------ | ------ | ------ | ------ | ------ | ------ |
| 83.638 | 72.662 | 63.035 | 54.959 | 49.576 | 41.902 |

Основу популације чине Белоруси (86,91%), Пољаци (5,9%), Руси (5,21%), Украјинци (1,12%) и остали (2,86%).
Административно рејон је подељен на подручје варошице Гарадзишча и на 22 сеоске општине. Администрација рејона налази се у граду Барановичима који административно не припада рејону, већ формира засебну целину као град обласне субординације. На територији рејона постоји укупно 240 насељених места.

## Саобраћај
Преко територије рејона пролазе аутопутеви републичког значаја М1 E30 који спаја Варшаву са Москвом преко Белорусије и Р2 E85 (Стовпци—Ивацевичи—Кобрин).